# John Ulf Anderson
John Ulf Anderson, född 30 mars 1934 i Stockholm, död där 19 september 2013, var en svensk trubadur, vissångare och radioproducent.
Anderson blev anställd på Sveriges Radio 1958 och gjorde under 1960-talet bland annat flera radioreportage från Vispråmen Storken. 1966 debuterade han som skivartist med dubbel-LP:n Den okände Evert Taube. På sin följande skiva 1971 sjöng han egna tonsättningar av Tage Danielssons Samlade dikter 1967 - 1967. Därefter var han verksam som vissångare, tonsättare och producent av visprogram i radio och tv. 
Särskilt gärna sjöng han sånger av Evert Taube och Ulf Peder Olrog (LP:n Vi har varit på turné 1976) och samarbetade med vissångaren Björn Johansson, bland annat i ett tv-program om Birger Sjöbergs liv och verk, Artisten som sprängdes 1986. 
En mer vågad kulturgärning var LP-skivan Laterna Magica 1987, där han tillsammans med Lillemor Dahlqvist sjöng Johnny Bodes musik. Bode var då persona non grata i seriösa kretsar, och även Dahlqvist hade dåligt rykte på grund av sitt tidigare samarbete med honom. Men här rörde det sig om något så anständigt som Bodes tonsättningar av Nils Ferlins dikter.

## Priser och utmärkelser
- 1991 – SKAP:s stipendiefond till Evert Taubes minne
- 2006 – Ejnar Westling-stipendiet